# Кинг и Максвелл
«Кинг и Ма́ксвелл» (англ. King & Maxwell) — американский драматический телесериал, созданный Шейном Брэннаном на основе книг Дэвида Бальдаччи. Сериал шёл на телеканале TNT с 10 июня по 12 августа 2013 года, а 20 сентября был закрыт.

## Сюжет
Сериал рассказывает о двух агентах секретной службы в отставке, которые становятся частными детективами.

## В ролях

### Основной состав
- Джон Тенни — Шон Кинг
- Ребекка Ромейн — Мишель Максвелл
- Райан Хёрст — Эдгар Рой
- Майкл О’Киф — Фрэнк Ригби
- Крис Батлер — Дариус Картер

### Второстепенный состав
- Дичен Лакмэн — Бенни
- Мартин Донован — Боб Скотт
- Уэйд Сан — Ву
- Кэтрин Белл — Джоан Диллинджер

## Эпизоды
| №  | Название                               | Режиссёр          | Автор сценария                  | Дата премьеры   | Произв. код | Зрители в США (млн) |
| -- | -------------------------------------- | ----------------- | ------------------------------- | --------------- | ----------- | ------------------- |
| 1  | «Pilot» «Пилот»                        | Майкл Кэтлман     | Шейн Бреннан                    | 10 июня 2013    | 100         | 3,52                |
| 2  | «Second Chances» «Вторые шансы»        | Тони Варнби       | Шейн Бреннан                    | 17 июня 2013    | 101         | 2,80                |
| 3  | «Wild Card» «Дикая карта»              | ПолКауфман        | Крис Доуни                      | 24 июня 2013    | 102         | 2,74                |
| 4  | «King's Ransom» «Большой куш»          | Деннис Смит       | Шелли Милс и Дориан Голдберг    | 1 июля 2013     | 104         | 2,78                |
| 5  | «Loved Ones» «Любимые»                 | Мэтт Эрл Бисли    | Барри О’Брайен                  | 8 июля 2013     | 103         | 2,83                |
| 6  | «Stealing Secrets» «Кража секретов»    | Терренс О’Хара    | Брет ВанденБос и Брандон Уиллер | 15 июля 2013    | 105         | 3,09                |
| 7  | «Family Business» «Семейное дело»      | Деннис Смит       | Алисия Кирк                     | 22 июля 2013    | 106         | 3,39                |
| 8  | «Job Security» «Гарантия безопасности» | Джонатан Фрейкс   | Скотт Салливан                  | 29 июля 2013    | 107         | 3,14                |
| 9  | «Locked In» «Взаперти»                 | Кейт Вудс         | Грегори Уидман                  | 5 августа 2013  | 109         | 3,25                |
| 10 | «Pandora's Box» «Ящик Пандоры»         | Джеймс Уитмор мл. | Крис Доуни                      | 12 августа 2013 | 108         | 3,50                |